# Johannes Meyer-Rusca

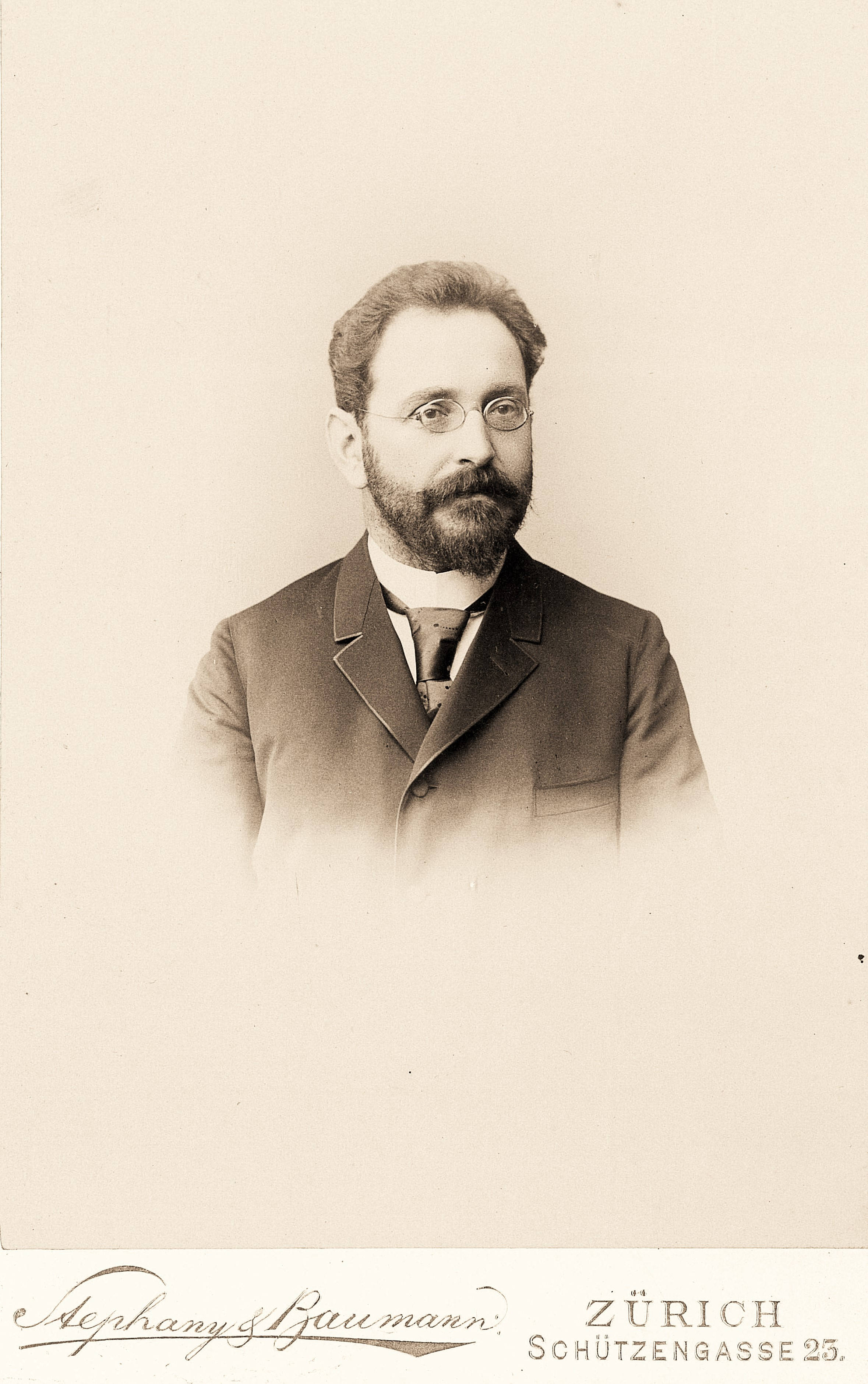
Johannes Meyer-Rusca (1890)

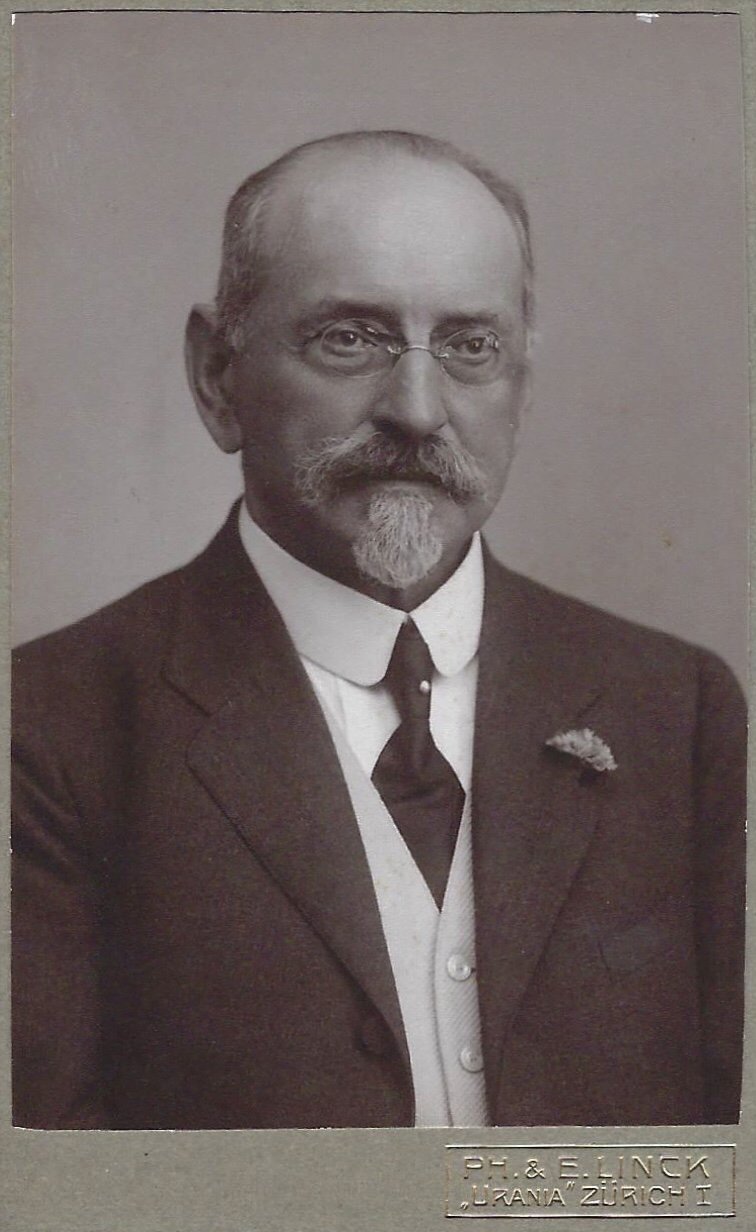
Johannes Meyer-Rusca (1920)

Johannes Meyer-Rusca (Vorname privat Jean, Familienname bis 1870 Meier geschrieben; Rusca war der Ledigenname seiner Frau, den er stets mitzuführen pflegte; * 26. März 1851 in Winkel bei Bülach; † 4. Februar 1936 in Seeb, Gemeinde Winkel) war ein in seinem Heimatland und in Italien tätiger Schweizer Grosskaufmann und Seidenindustrieller sowie Zürcher Kantonal- und Kommunalpolitiker.
1880 an die traditionsreiche Zürcher Rohseidenfirma Hans Conrad Muralt & Sohn (ab 1883 Bodmer-von Muralt) berufen, trug er wesentlich dazu bei, diese von einer reinen Handelsfirma zu einem Unternehmen vorwiegend industrieller Art zu entwickeln. 1902, als Bodmer-von Muralt in die Aktiengesellschaft Banco Sete umgewandelt wurde, verlegte Meyer seinen Wirkungsort von Zürich an den neuen Firmenhauptsitz in Mailand, dem damals grössten Seidenplatz Europas. Nach dem Rückzug aus der operativen Leitung 1910 nahm er zahlreiche öffentliche Ämter an: Er war Mitglied des Zürcher Kantonsrates, des Bankrats der Zürcher Kantonalbank sowie des Zürcher Handelsgerichts und amtete auf kommunaler Ebene als Präsident der Zivilgemeinde Winkel und der Primarschulpflege, als Friedensrichter sowie als Forstvorstand. Überdies engagierte er sich in etlichen wirtschaftlichen und gesellschaftlichen Organisationen.

## Leben und Wirken

### Ausbildung, erste Berufserfahrungen, Heirat
Johannes Meyer wuchs als Jüngster von vier Buben des Heinrich Meier («Schuhmachers») und der Anna Meier («Leonhards») auf einem Bauernhof im Dorfkern von Winkel auf. Nach der örtlichen Primarschule besuchte er in Bülach die Sekundarschule. 1866 trat er eine kaufmännische Lehre bei Jeanjaquet père et fils, nouveautés, couvertures et tapis im westschweizerischen Neuenburg an. 1868 wurde er in Reiff-Hubers Seidenbeutelfabrik in Wiedikon (ab 1869 in der Enge; beides heute zu Zürich) angestellt; die dort hergestellten Produkte dienten dem Sieben von Mehl und wurden weltweit an Mühlen und Händler von Müllereiartikeln verkauft. Gleichen Jahres trat er dem Kaufmännischen Verein Zürich bei und wurde bald darauf dessen Vizepräsident, der Vorsteher der Unterrichtskurse und schon im Alter von 21 Jahren dessen Ehrenmitglied. 1872 gründete er den Bülach-Dielsdorfer Verein Zürich, welcher den in der Stadt arbeitenden Zürcher Unterländern eine Heimat bieten sollte.
1872 trat Meyer im damals österreichischen Triest eine Stelle als Buchhalter bei der Firma Heinrich Escher an, die mit Baumwolle und Olivenöl handelte sowie eine Holzunternehmung in Slawonien und eine Zement- und Kalkfabrik in Istrien besass. Anlässlich eines Besuchs der Adelsberger Grotte (im heutigen Slowenien) verlobte er sich Pfingsten 1873 mit Emilia Rusca (2. Oktober 1851 – 11. Oktober 1936), Tochter der Triester Logisgeberin, Schwester eines Praktikanten der Firma und Angehörige einer Familie, die väterlicherseits ursprünglich aus dem schweizerischen Agno und mütterlicherseits aus Wien stammte. Ab 1873 arbeitete Meyer während zweier Jahre als Buchhalter bei der Römer Privatbank N. Bianco & Co. 1875 nahm er eine Stelle bei der Rohseidenfirma Zuppinger, Sibler & Co. in Zürich an, verbrachte aber das erste Jahr in Bergamo, wo die Firma eine Spinnerei und eine Zwirnerei besass. 1876 erfolgte in Triest die Heirat mit Emilia Rusca.

### Familie, Berufstätigkeit in Zürich und Mailand
1876 liess sich das junge Paar in Zürich nieder. Ihm wurden zwischen 1877 und 1892 fünf Söhne und drei Töchter geboren, darunter Walterio Meyer Rusca.
Nach fünf Jahren bei der Firma Zuppinger, Sibler & Co. folgte Meyer 1880 einem Ruf der ebenfalls zürcherischen Rohseidenfirma Hans Conrad Muralt & Sohn, ab 1883 im Alleinbesitz von Martin Bodmer und von nun an Bodmer-Muralt genannt. Die anschliessende Umstellung der zuvor reinen Handelsfirma in ein Unternehmen vorwiegend industrieller Art war in erster Linie Meyers Werk.
In dieser Zeit trat er erneut in die Leitung des Kaufmännischen Vereins ein, und er gehörte zu den Gründern des damaligen Vereinshauses «zum alten Seidenhof». 1878 liess er zusammen mit Ulrico Vollenweider in der Zürcher Börse ein «Seidenzimmer» einrichten, das den zahlreichen auswärtigen Besuchern einen geeigneten Treffpunkt verschaffen sollte. Die Schaffung der Zürcher Usanzen für den Handel in roher Seide war zu einem grossen Teil Meyers Werk; ebenso führte er eine neuartige Berechnung über die Rohseidenerzeugung und den Verbrauch, unter Berücksichtigung der Lagerbestände und der Verschiffungen, ein. Von 1897 bis 1899 amtete er auch als Präsident der noch heute existierenden Zürcherischen Seidenindustrie-Gesellschaft.
1902 wurde die Firma Bodmer-Muralt in die Aktiengesellschaft Banco Sete mit Sitz in Mailand und Zürich umgewandelt, was Meyers Umzug in die lombardische Metropole nötig machte; in Zürich blieb sein Schwiegersohn Caspar Bruppacher in leitender Stelle. In Mailand, dem damals grössten Seidenplatz Europas, ernannte ihn die Associazione Serica zum Mitglied ihres Schiedsgerichts und die Seidentrocknungsanstalt Mailand zum Mitglied ihres Verwaltungsrates und der Aufsichtskommission ihres Seidenlaboratoriums. In den Zeiten ihrer grössten Ausdehnung besass der Banco Sete in Italien und im Tessin 16 Spinnereien und 8 Zwirnereien, und überdies liess er Rohseide im Lohn zwirnen. Auch der Seidenindustrie im ungarischen Győr nahm sich Meyer an. Nach Martin Bodmers Tod 1909 gelang es ihm, den Banco Sete 1910 dem Mailänder Industriellen Giuseppe de Montel zu verkaufen. Infolgedessen zog er sich aus der operativen Leitung der Firma zurück, blieb aber im Verwaltungsrat, bis die Firma 1934 (die 1920 in die Allgemeine Rohseiden A.-G. umgewandelt worden war) nach de Montels Tod liquidiert wurde. Noch 1910 kehrte Meyer mit seiner Frau in die Schweiz zurück; seine Söhne Hans und Max versuchten in Mailand beziehungsweise Zürich «die Brosamen zusammenzulesen, die vom einst glänzenden Geschäft noch übriggelassen» wurden.

### Zurück in der Schweiz: Einsatz für Heimat und Wirtschaft

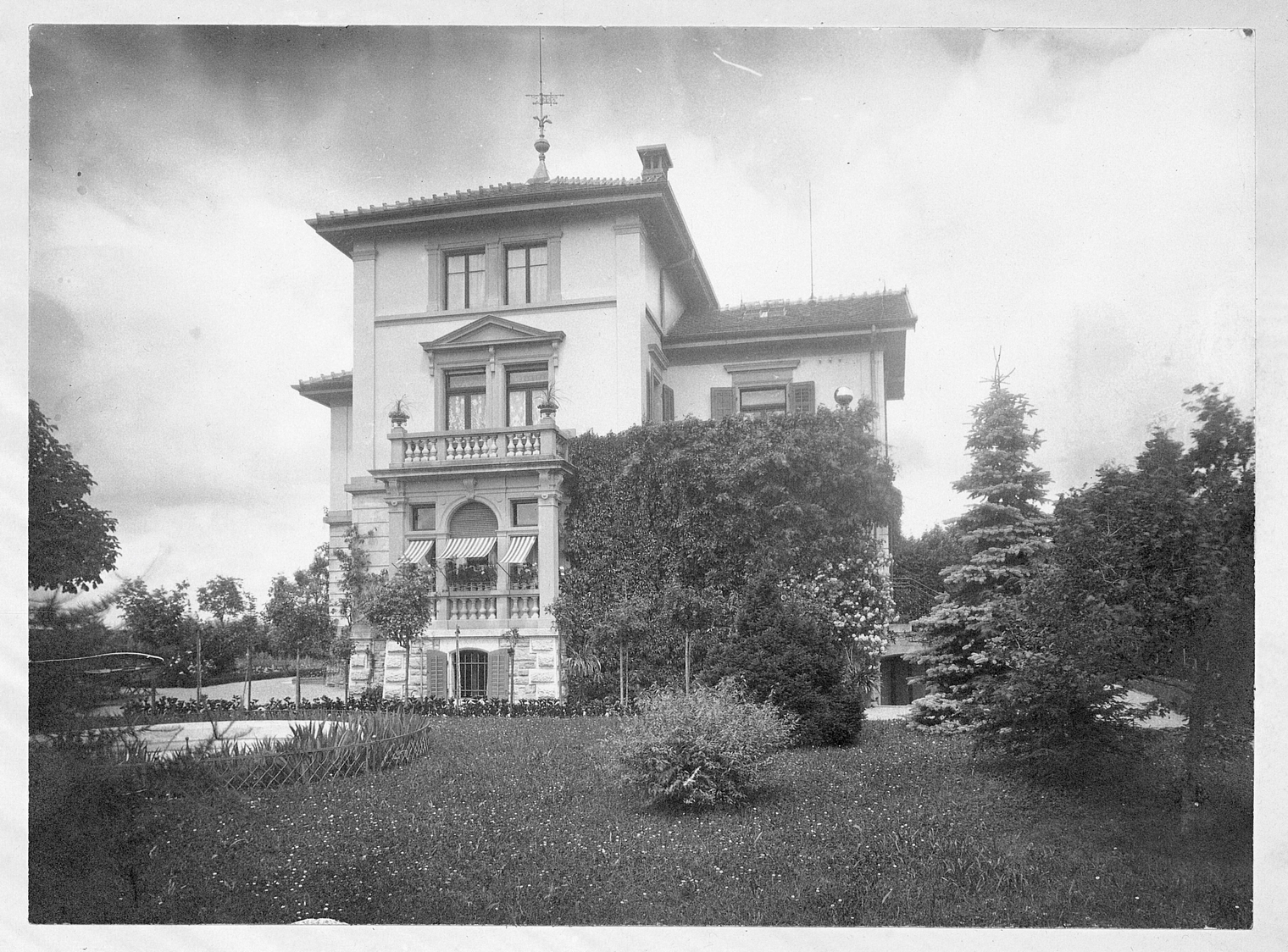
Villa Tusculum (1914)

Villa Tusculum (Winter 1924)

Seinen letzten, 26 Jahre dauernden Lebensabschnitt verbrachte das Paar Meyer-Rusca in Winkel, der Heimatgemeinde des Ehemanns. Dieser hatte dort 1899/1900 auf einem beim Weiler Seeb liegenden Moränenzug eine ursprünglich als Sommerhaus konzipierte, in Erinnerung an die Zeit in Rom Tusculum benannte Villa erstellt. Baumeister der Villa war Eduard Hafner (1861–1937); den Park legte Gartentechniker Ernst Hermes gemäss den detaillierten Wünschen des Bauherrn an. In den Folgejahren entstanden einige Nebengebäude wie ein Mägdehaus (später Gästehaus), ein Waschhaus und eine später zur Garage umgebaute Remise. Villa und Nebengebäude wurden 1995 als Schutzobjekt von regionaler Bedeutung unter kantonalen Denkmalschutz gestellt.
Im Alter zwischen 59 und fast 85 Jahren widmete sich Meyer nun seiner engeren und weiteren Heimat. In Winkel amtete er als Präsident der Zivilgemeinde und der Primarschulpflege, als Friedensrichter und als Forstvorstand, in Bülach als Sekundarschulpfleger. Auf kantonaler Ebene war er von 1910 bis 1926 Mitglied des Zürcher Kantonsparlaments (erst schloss er sich der Freisinnigen Partei und später, da er sich zunehmend wieder mit der Bauernsame seines Dorfes identifizierte, der Bauern-, Gewerbe- und Bürgerpartei an), von 1913 bis 1935 Mitglied des Bankrats der Zürcher Kantonalbank und von 1911 bis 1917 Richter am Zürcher Handelsgericht.
Unter Meyers Tätigkeit als Winkler Forstvorstand wurde der Niederwald in einen ertragreichen Hochwald verwandelt, und er führte für seine Gemeinde eine Forstrechnung ein, die Vorbildwirkung für den Kanton hatte. 1911 gründete er die Viehzuchtgenossenschaft Winkel und Umgebung, deren Präsident er viele Jahre war, und von 1912 bis 1932 amtete er als Präsident des Landwirtschaftlichen Vereins Winkel und Rüti. 1926 stiess er die Privatwaldvermarkung in Winkel an. Unter seiner Mitwirkung wurden überdies das Netz der örtlichen Wasserleitungen erweitert und in Winkel die Elektrizität eingeführt. Als 1911 im Winkler Ried rund 1000 Hektaren für die Errichtung des Artillerie-Waffenplatzes an den Bund abgetreten werden mussten, war Meyer Mitglied einer Gemeindeabordnung, die in Bern «sehr günstige Bedingungen» erreichte, was der Gemeinde erlaubte, ihre Kapitalschulden abzutragen und überdies einen Viehzuchtfonds zu äufnen. Sein Wirken als Bankrat geschah nicht allein vor seinem Hintergrund als erfahrener Industrieller, sondern er engagierte sich ganz besonders für die Bedürfnisse der Bauernschaft, der er sich von seiner Abstammung her eng verbunden fühlte.
Meyer stellte seine Erfahrungen als Grosskaufmann auch nach dem Rückzug aus dem Beruf zur Verfügung. So war er bis zu seinem Tode 1936 Präsident des Verwaltungsrates der Mechanischen Seidenstoffweberei Winterthur sowie von 1912 bis ebenfalls 1936 Präsident des Schiedsgerichts für den Handel in Rohseide, und von 1916 bis 1920 amtete er als Präsident der kriegswirtschaftlich bedingten Kontrollkommission des Seiden-Import-Syndikats der schweizerischen Importvereinigung für Rohseide. 1920 wurde er Ehrenmitglied der Zürcherischen Seidenindustrie-Gesellschaft. Als die Urner Ersparniskasse 1914 in finanzielle Schieflage geriet und von den Kantonalbanken gestützt werden musste, wurde Meyer in die Aufsichtskommission gewählt; nach der Umwandlung zur Urner Kantonalbank war er zeitweilig Mitglied in deren Verwaltungsrat. Aus seiner Tätigkeit in Uri ergab sich, dass er überdies zum Mitglied und später zum Präsidenten des Verwaltungsrats der Schweizerischen Draht- und Gummiwerke in Altdorf sowie zum Mitglied und später zum Vizepräsidenten der damit verbundenen Firestone-Reifenfabrik in Pratteln gewählt wurde.
Im Weitern wirkte Meyer im Vorstand der 1905 gegründeten Vereinigung für Heimatschutz (heute Schweizer Heimatschutz) und in der Bezirkskommission Bülach der 1912 gegründeten Stiftung Pro Juventute. In verschiedenen Zeitungen – darunter der Neuen Zürcher Zeitung, der Finanz-Revue, dem Zürcher Bauern und der Bülach-Dielsdorfer Wochen-Zeitung – veröffentlichte er zahlreiche Aufsätze, und 1931 verfasste er eine Geschichte von Winkel bei Bülach, die kurz nach seinem Tode 1936 herauskam und 2009 nachgedruckt wurde. Auch als Vogelfreund tat sich Meyer hervor, indem er anlässlich der Beratung eines neuen Gesetzes über Jagd und Vogelschutz 1917 im Kantonsrat – freilich vergebens – auf die verpflichtende «möglichst dichte Bepflanzung der Waldränder» im Sinne einer «Anlage von Schutzgehölzen» drängte, da «wir […] den Bewohnern der Lüfte durch die moderne Forstwirtschaft, durch die Korrektionen unserer Gewässer und der damit verbundenen Beseitigung der Niederwaldbestände längs der Ufer und durch die Ausrodung der Waidhecken die Nistgelegenheit entzogen und sie gegenüber ihren Feinden blossgestellt [haben]».

## Nachlass
Der Nachlass von Johannes Meyer-Rusca befindet sich im Staatsarchiv des Kantons Zürich.

## Fussnoten
1. ↑  So beispielsweise in seinem Brief an den Vater vom 9. Dezember 1873, wiedergegeben in Dieter Boser, Bernhard Boser (Hrsg.): Geschichte und Genealogie der Familie Meyer-Rusca. Privatdruck 2002, S. 101–107.
2. ↑  Wie heute noch die weiteren Meier mit Bürgerort Winkel, soweit es sich nicht um Nachkommen Johannes Meyer-Ruscas handelt. Meyer übernahm die Schreibweise mit y älteren Schreibtraditionen einiger seiner Vorfahren, wie er in seinen Erinnerungen aus meinem Leben schreibt (wiedergegeben in Dieter Boser, Bernhard Boser (Hrsg.): Geschichte und Genealogie der Familie Meyer-Rusca. Privatdruck 2002, S. 1–73; hier S. 30).
3. ↑  So laut der Ahnentafel sowie dem Abschlusszeugnis der Primarschule, beides in Dieter Boser, Bernhard Boser (Hrsg.): Geschichte und Genealogie der Familie Meyer-Rusca. Privatdruck 2002, S. 29 und 37; die Angabe «Jakob Meier» in einem in der Bülach-Dielsdorfer Wochen-Zeitung vom 7. Februar 1936 abgedruckten Nachruf ist unrichtig.
4. ↑  Kapitel, soweit nicht anders vermerkt, nach Johannes Meyer-Rusca: Erinnerungen aus meinen Leben. In: Dieter Boser, Bernhard Boser (Hrsg.): Geschichte und Genealogie der Familie Meyer-Rusca. Privatdruck 2002, S. 75–100 und die Ahnentafel ebd. S. 29.
5. ↑  Johannes Meyer erwähnt in seinen Erinnerungen Grossmann in Budapest, Schwarz in Wien, Storer in Stuttgart, Erlanger in Moskau und Zürcher in Valparaíso; im Weitern nennt er die Rheinlande, New York (wo ein Konsignationslager unterhalten wurde) und Australien.
6. 1 2 3 4 5 6 7  Nachruf in der Neuen Zürcher Zeitung vom 7. Februar 1936.
7. ↑  So laut dem Verzeichnis des im Staatsarchiv Zürich aufbewahrten Nachlasses; der in der Neuen Zürcher Zeitung vom 7. Februar 1936 erschienene Nachruf gibt als Name der Bank «Gallarati» an.
8. ↑  Nach dem in der Neuen Zürcher Zeitung vom 7. Februar 1936 erschienenen Nachruf und nach Hans Meyer: Bescheidener Nachtrag zu den Jugenderinnerungen von Joh. Meyer-Rusca. In: Dieter Boser, Bernhard Boser (Hrsg.): Geschichte und Genealogie der Familie Meyer-Rusca. Privatdruck 2002, S. 109–113.
9. ↑  Das Folgende, soweit nicht anders vermerkt, nach Hans Meyer: Bescheidener Nachtrag zu den Jugenderinnerungen von Joh. Meyer-Rusca. In: Dieter Boser, Bernhard Boser (Hrsg.): Geschichte und Genealogie der Familie Meyer-Rusca. Privatdruck 2002, S. 109–113.
10. ↑  Fritz Stucki: Geschichte der Familie Bodmer von Zürich (1543–1943). Hrsg. vom Bodmer-Familien-Fonds zur Feier des vierhundertsten Jahrestages der Einbürgerung der Familie in Zürich. Buchdruckerei, Zürich 1943, S. 266, 268.
11. ↑  Th[eophil] Niggli: Hundert Jahre Zürcherische Seidenindustrie-Gesellschaft. 1854–1954. Hrsg. von der Zürcherischen Seidenindustrie-Gesellschaft. Orell Füssli, Zürich [1954], S. 24.
12. ↑  Th[eophil] Niggli: Hundert Jahre Zürcherische Seidenindustrie-Gesellschaft. 1854–1954. Hrsg. von der Zürcherischen Seidenindustrie-Gesellschaft. Orell Füssli, Zürich [1954], S. 180.
13. ↑  Nach dem Verzeichnis des im Staatsarchiv des Kantons Zürich aufbewahrten Nachlasses war Meyer «zuletzt» Delegierten des Verwaltungsrates; ob das ab 1902 oder aber erst nach Martin Bodmers Tod 1909 der Fall war, geht daraus nicht hervor.
14. ↑  Laut dem in der Neuen Zürcher Zeitung vom 7. Februar 1936 erschienenen Nachruf. Das Historische Lexikon der Schweiz nennt in seinem Artikel über Martin Bodmer für das Jahr 1906 17 Spinnereien und 5 Zwirnereien. Hans Meyer führt in seinem Bescheidenen Nachtrag zu den Jugenderinnerungen von Joh. Meyer-Rusca Spinnereien in den lombardischen Städten Nerviano, Pioltello, Boccaleone, Buscate, Bellano, Alpignano und Buriasco sowie im Tessiner Melano und Zwirnereien im lombardischen Nerviano und Broseta sowie im Tessiner Capolago auf. In Basel, Elberfeld und Krefeld unterhielt die Firma Verkaufsagenturen; Geschäfte wurden überdies in Wien, Lyon, Manchester, Moskau und New York getätigt.
15. ↑  So gemäss dem Nachruf in der Neuen Zürcher Zeitung vom 7. Februar 1936; laut dem Historischen Lexikon der Schweiz, Artikel Martin Bodmer (Stand 28. Juli 2019), soll Bodmer 1908 gestorben sein.
16. ↑  Johannes Meyer: Banco Sete. In: Dieter Boser, Bernhard Boser (Hrsg.): Geschichte und Genealogie der Familie Meyer-Rusca. Privatdruck 2002, S. 141–143, hier S. 142.
17. ↑  Zürcher Denkmalpflege. 13. Bericht 1991–1994. Kommunikation-Verlag, Zürich/Elgg 1998, S. 387. Beschrieb: «Die Villa ist – abgesehen von geringfügigen Veränderungen wie neue Tapeten u. ä. – bis heute vollständig erhalten geblieben. Die Restaurierung [von 1994] beschränkte sich auf die wesentlichsten Arbeiten, wie sie aufgrund der reichen Originalsubstanz denkmalpflegerisch notwendig waren. Kochherd, diverse Öfen, Wandtäfer, Böden, Türen, Fenster sowie Winterfenster wurden repariert. Ebenfalls erhalten sind die zahlreichen bemalten Decken, teilweise mit Stuckrand, sowie die mit Holzmaserimitationsmalerei dekorierten Möbeleinbauten, Wandtäfer, Türen samt Rahmen und Fensternischen, die aus dem Malergeschäft ‹Thal und de Grada›, Zürich, stammen. […]»
18. ↑  Zu Bau und Einweihung des Hauses siehe auch Johannes Meyer-Rusca: Landhaus Seew bei Bülach. In: Dieter Boser, Bernhard Boser (Hrsg.): Geschichte und Genealogie der Familie Meyer-Rusca. Privatdruck 2002, S. 117–123; zum Park Verena Landolt-Meyer: Ein Garten der Jahrhundertwende. In: Mitteilungen der Gesellschaft für Gartenkultur 9 (1991), S. 44–52 (Digitalisat; in gekürzter Form auch in Dieter Boser, Bernhard Boser [Hrsg.]: Geschichte und Genealogie der Familie Meyer-Rusca. Privatdruck 2002, S. 131–136).
19. ↑  Nach dem Verzeichnis des im Staatsarchiv des Kantons Zürich aufbewahrten Nachlasses; bis zu den Kantonsratswahlen von 1917, als das Proporzwahlrecht eingeführt wurde, wurden Parteizugehörigkeiten in den Wahllisten und Mitgliederlisten des Kantonsrats nicht vermerkt.
20. ↑  1917 wurde Meyer-Rusca auf der «Bauernliste», 1920 auf der «Bäuerlichen und evangelischen Liste» (einer Listenverbindung) und 1923 erneut auf der «Bauernliste» gewählt; siehe Mitglieder des Kantonsrats ab 1803 (Staatsarchiv): Informationen zu Johannes Meyer-Rusca (* 26.03.1851). Abgerufen am 16. Juli 2019.
21. ↑  MM 24.49 KRP 1913/061/0350: Ersatzwahlen in den Bankrat der Zürcher Kantonalbank für den verstorbenen J. Raths in Pfäffikon und den zurückgetretenen Heinrich Rusterholz in Wädenswil; MM 24.58 KRP 1932/003/0043: Wahl des Bankrates für die Amtsdauer 1932–1935 (Traktandum 3). Abgerufen am 16. Juli 2019.
22. ↑  MM 24.49 KRP 1911/003/0045: Wahl von 30 kaufmännischen Richtern für das Handelsgericht (nach Doppelvorschlag der der Volkswirtschaftsdirektion beigegebenen Kommission für das Handelswesen). Abgerufen am 16. Juli 2019.
23. ↑  Angaben zusammengetragen aus den verschiedenen Nachrufen sowie aus Hans Meyer: Bescheidener Nachtrag zu den Jugenderinnerungen von Joh. Meyer-Rusca. In: Dieter Boser, Bernhard Boser (Hrsg.): Geschichte und Genealogie der Familie Meyer-Rusca. Privatdruck 2002, S. 109–113, hier S. 113 und Hermann Meyer: Der letzte Lebensabschnitt meines Papas. In: Dieter Boser, Bernhard Boser (Hrsg.): Geschichte und Genealogie der Familie Meyer-Rusca. Privatdruck 2002, S. 115 f.
24. 1 2  Hermann Meyer: Der letzte Lebensabschnitt meines Papas. In: Dieter Boser, Bernhard Boser (Hrsg.): Geschichte und Genealogie der Familie Meyer-Rusca. Privatdruck 2002, S. 115 f., hier S. 115.
25. 1 2 3  Nachruf in der Bülach-Dielsdorfer Wochen-Zeitung vom 7. Februar 1936.
26. 1 2  Nach dem Verzeichnis des im Staatsarchiv des Kantons Zürich aufbewahrten Nachlasses.
27. 1 2  Hans Meyer: Bescheidener Nachtrag zu den Jugenderinnerungen von Joh. Meyer-Rusca. In: Dieter Boser, Bernhard Boser (Hrsg.): Geschichte und Genealogie der Familie Meyer-Rusca. Privatdruck 2002, S. 109–113, hier S. 113 und Hermann Meyer: Der letzte Lebensabschnitt meines Papas. In: Dieter Boser, Bernhard Boser (Hrsg.): Geschichte und Genealogie der Familie Meyer-Rusca. Privatdruck 2002, S. 115 f., hier S. 115.
28. ↑  Th[eophil] Niggli: Hundert Jahre Zürcherische Seidenindustrie-Gesellschaft. 1854–1954. Hrsg. von der Zürcherischen Seidenindustrie-Gesellschaft. Orell Füssli, Zürich [1954], S. 31 und 181.
29. ↑  Th[eophil] Niggli: Hundert Jahre Zürcherische Seidenindustrie-Gesellschaft. 1854–1954. Hrsg. von der Zürcherischen Seidenindustrie-Gesellschaft. Orell Füssli, Zürich [1954], S. 99 f.
30. 1 2  Hans Meyer: Bescheidener Nachtrag zu den Jugenderinnerungen von Joh. Meyer-Rusca. In: Dieter Boser, Bernhard Boser (Hrsg.): Geschichte und Genealogie der Familie Meyer-Rusca. Privatdruck 2002, S. 109–113, hier S. 113 und Hermann Meyer: Der letzte Lebensabschnitt meines Papas. In: Dieter Boser, Bernhard Boser (Hrsg.): Geschichte und Genealogie der Familie Meyer-Rusca. Privatdruck 2002, S. 115 f., hier S. 116.
31. 1 2  Nachruf in der Gotthardpost vom 8. Februar 1936.
32. ↑  Kantonsratsprotokoll vom 24. April 2017 (Digitalisat).
33. ↑  Im Archivkatalog ausstehend, da vom Staatsarchiv noch unerschlossen (Auskunft vom 16. Juli 2019).

| Personendaten    | Personendaten                                                                                                   |
| ---------------- | --- |
| NAME             | Meyer-Rusca, Johannes                                                                                           |
| ALTERNATIVNAMEN  | Meier, Johannes; Meyer-Rusca, Jean                                                                              |
| KURZBESCHREIBUNG | schweizerisch-italienischer Grosskaufmann und Seidenindustrieller sowie Zürcher Kantonal- und Kommunalpolitiker |
| GEBURTSDATUM     | 26. März 1851                                                                                                   |
| GEBURTSORT       | Winkel ZH |
| STERBEDATUM      | 4. Februar 1936                                                                                                 |
| STERBEORT        | Winkel ZH |